# Філософія Toyota. 14 принципів роботи злагодженої команди
Філософія Toyota. 14 принципів роботи злагодженої команди (англ. The Toyota Way Fieldbook by Jeffrey K. Liker, David P. Meier) - книжка Джефрі Лайкера та Девіда Мая. Вперше опублікована 19 жовтня 2005 року. 2017 року книгу перекладено українською мовою видавництвом «Наш формат» (перекладач - Наталія Валевська).

## Огляд книги
Д.Лайкер та Д.Май розповідають філософію діяльності компанії Toyota з детальним описом концепцій та практичними прикладами, що можуть бути застосовані та втілені керівниками будь-яких організацій. 
Серед всіх компаній світу Toyota випускає машини найвищої якості з найменшою ймовірністю дефектів. Як досягти такого рівня професіоналізму?
Книжка починається з огляду базових принципів - «4P»:
- Philosophy - філософія;
- Processes - процеси;
- People and Partners - люди та партнери;
- Problem Solving - вирішення проблем.

Автори перш за все пропонують менеджерам поради вдосконалення бізнес-процесів:
- усунути помилки даремно витраченого часу та ресурсів;
- здійснити пошук дешевших технологій, що не поступаються сучасним технологічним впровадженням;
- виробляти невеликий обсяг продукції;
- зробити з кожного працівника висококваліфікованого інспектора контролю.

Основні принципи корпорації включають наступні підходи:
- приймати рішення з огляду на довгострокову філософію компанії;
- запустити безперебійний процес з метою виявлення джерела проблем;
- уникати надмірних обсягів виробництва;
- стандартизовані завдання та процеси є основою постійного вдосконалення;
- застосовувати візуальний контроль з метою недопущення;
- використовувати тільки надійні та цілком протестовані технології, що обслуговують процеси та працівників;
- формувати лідерів, які повністю розуміють суть своєї роботи, живуть філософією підприємства та навчають цьому інших;
- поважати та цінувати свою мережу партнерів, клієнтів та постачальників;
- приймати рішення шляхом пошуку консенсусу, врахувавши всі варіанти; 
- впроваджувати рішення миттєво;
- стати зразком для наслідування. 
Книжка орієнтована на широке коло читачів та пояснює принципи управління та бізнес-філософію автомобільного гіганта, що стоїть за бездоганною репутацією компанії, де превалюють якість та надійність.

## Переклад українською
- Філософія Toyota. 14 принципів роботи злагодженої команди / пер.Наталія Валевська. К.: Наш Формат, 2017. — 424 с. — ISBN 978-617-7388-78-3